# Національний музей природознавства (Тайвань)
Національний музей природознавства (кит.: 國立自然科學博物館, піньїнь: Guólì Zìrán Kēxué Bówùguǎn, англ. National Museum of Natural Science) — національний музей у Тайчжуні на Тайвані.

## Огляд
Музей займає 89 тис. м2 і являє собою комплекс із шести майданчиків, на яких розміщено Космічний театр, Науковий центр, Зал наук про життя, Зал людських культур, Зал глобального середовища та Ботанічний сад.
Науково-колекційний відділ музею поділяється на відділи зоології, ботаніки, геології та антропології.

## Історія
У 1980 році уряд оголосив про свої плани побудови національного наукового музею. Архітектор і педагог Хан Пао-тех був у 1981 році призначений головою підготовчого комітету. Як архітектор він брав активну участь у проєктуванні музею. Не маючи наявних колекцій для експонування, на початковому етапі було створено науково-просвітній музей з акцентом на освіту. На Новий рік 1986 року відкрилася перша черга музею, яка включала Науковий центр, Космічний театр, адміністративні приміщення та відкриті майданчики. Першим директором музею став Хан Пао Те, який обіймав цю посаду до 1995 року.
Для другої черги музею, Залу наук про життя, Хан Пао-те доручив Джеймсу Гарднеру, дизайнеру Британського музею, розробити дизайн виставок, який був завершений у серпні 1988 року. Третя й четверта черги включали зали людських культур і глобального середовища, які були завершені в серпні 1993 року. Центральна частина залу людських культур — єдина повнорозмірна копія астрономічного годинника з гідроприводом династії Сун, розробленого Су Суном у 1092 році нашої ери.
У 1999 році був завершений ботанічний сад з оранжереєю тропічних дощових лісів.
Національному музею природознавства підпорядковані Музей землетрусу 921 (2004), Парк птахів та екології Фунгуангуу (2013) і Парк збереження розлому Челунпу (2013).